# French 75
O French 75 é uma bebida alcoólica ou, um coquetel feito com gin, champanhe, suco de limão e açúcar. É também chamado de Coquetel 75, ou em francês simplesmente um Soixante Quinze (setenta e cinco). A bebida é classificada pela International Bartenders Association como um coquetel clássico e contemporâneo.
A origem da bebida remonta à Primeira Guerra Mundial  e sua forma mais primitiva foi criada em 1915 no bar New York Bar em Paris — posteriormente Harry's New York Bar — pelo barman Harry MacElhone. A combinação de bebidas recebeu o nome da poderosa arma de campo francesa de 75 mm.

## História

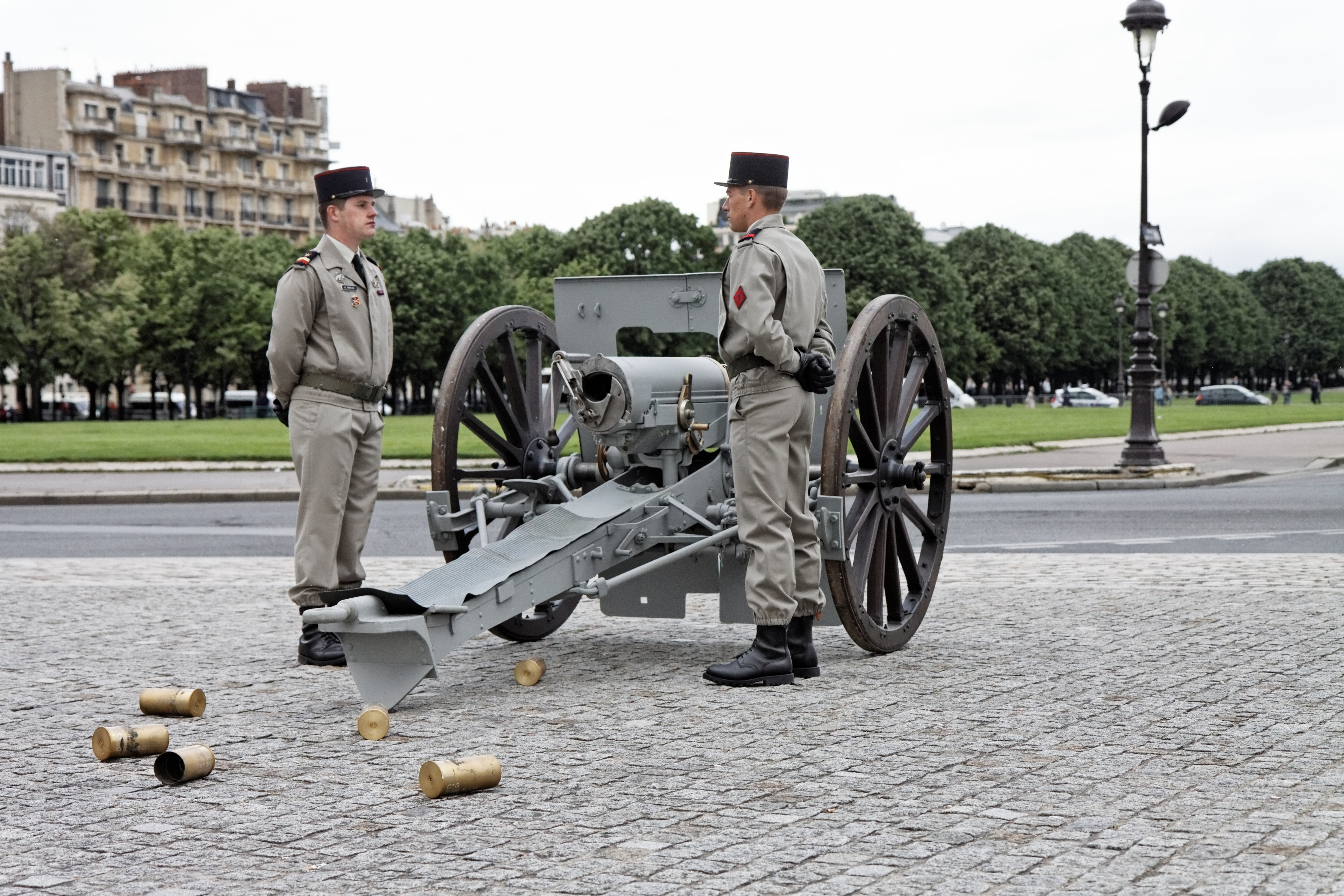
Foto da peça de artilharia Canon de 75 modèle 1897 que deu origem ao nome do coquetel.

A bebida com seu nome a receita atuais foi desenvolvida ao longo dos anos 1920, embora algumas bebidas similares tenham sido criadas décadas antes. No século XIX, o Champagne cup era um coquetel popular, que consistia de champanhe, suco de lemon, açúcar e gelo. Algumas vezes, adicionava-se Gin, que deixava a bebida com aparência bem similar ao French 75.
A bebida foi registrada pela primeira vez como 75 na edição de 1922 do livro Harry's ABC of Mixing Cocktails,  por Harry MacElhone e, no mesmo ano, no livro Cocktails: How to Mix Them, de Robert Vermeire, que credita a bebida a MacElhone. Entretanto, as receitas distinguem-se da forma atual – A versão de MacElhone consiste de Calvados, gin, grenadine e absinto, enquanto a  de Vermeire adiciona suco de limão.
A receita tomou sua forma clássica atual e o nome "French 75" no livro Here's How, de Judge Jr. (1927), que consiste de gin, açúcar, suco de limão e champanhe. Esta receita foi publicada novamente com o nome French 75 em The Savoy Cocktail Book (1930), que ajudou a popularizar a bebida. Alguns livros de coqueteis posteriores, como The Fine Art of Mixing Drinks de David A. Embury, usam Cognac em vez de gin.
O French 75 tornou-se popular nos Estados Unidos na casa noturna Stork Club, em Nova York. Aparece no filme Casablanca (1942) e é referenciada duas vezes nos filmes com o ator John Wayne em A Man Betrayed (1941) e em Jet Pilot (1957).  Em 2016, aparece na série Mr Selfridge, da rede de televisão PBS, que se passa em Londres nos anos 1910 e 1920.
Uma história mais sofisticada da invenção do French 75 foi relatada por Jean Shepherd em 17 de novembro de 1969, que atribui à invenção ao aviador franco-americano Gervais Raoul Lufbery. A mistura, como relatada por Shepherd, consiste de champanhe e conhaque servido com gelo e às vezes com casca de limão. Essa versão não é de confiança, devido às versões documentadas anteriormente.

## Bebidas semelhantes
A receita do French 75 é muito semelhante a um dos coqueteis mais populares, o Tom Collins, com água gaseificada em substituição ao champanhe. De acordo com a receita  do livro Harry's ABC of Mixing Cocktails, de Harry MacElhone, um French 75 deve ser servido em um copo de vidro alto (tipo highball). Esse copo, com o qual também se serve o coquetel Tom Collins, suportaria a teoria de que o French 75 é uma variação do Tom Collins.
Outras variações mais recentes do French 75 usam conhaque em vez de gin.